# Fosforescencja morza
Fosforescencja morza, świecenie morza – zjawisko bioluminescencji niektórych masowo występujących morskich gatunków bakterii, pierowtniaków, meduz oraz osłonic, powodujące jednolite świecenie powierzchni wody barwą zieloną lub zielononiebieską.